# MTV Video Music Awards/Best Direction
Der MTV Video Music Award for Best Direction gehört zu den technischen Kategorien. Es ist einer der wenigen Awards, die seit 1984 kontinuierlich vergeben wurden. Von 1984 bis 2006 hieß er Best Direction in a Video und 2007 Best Director.
Wie bei allen technischen Kategorien wird auch in diesem Fall sowohl der Künstler, der Manager des Künstlers als auch der eigentliche Ausführende, in diesem Fall der Regisseur des Videos ausgezeichnet.
Den Rekord halten die beiden Regie David Fincher und Spike Jonze, die den Award je dreimal erhielten. Fincher wurde innerhalb von drei Jahren sieben Mal nominiert und hält damit diesen Rekord.
An Künstlern gewann Madonna den Award dreimal. Nominiert war Eminem dagegen sieben Mal.
Fünf Künstler, die den Award gewannen, waren gleichzeitig auch Regisseure der Videos, nämlich George Michael (für Father Figure), Beck (für The New Pollution), Erykah Badu (für Honey),  Adam Yauch (Beastie Boys, für Make Some Noise) und Taylor Swift (für Anti-Hero, All Too Well: The Short Film und The Man). Weitere Künstler, die sowohl als Künstler als auch als Regisseure nominiert waren, sind Busta Rhymes, Missy Elliott, Christina Aguilera, Jared Leto, Ryan Lewis und Bruno Mars.

## Übersicht
| Award | Jahr | Preisträger                        | für das Video                                             | Nominierungen |
| ----- | ---- | ---------------------------------- | --------------------------------------------------------- | --- |
| 1.    | 1984 | Tim Newman                         | ZZ Top – Sharp Dressed Man                                | - The Bongos – Numbers with Wings (Regie: Juliano Waldman) - Ian Hunter – All of the Good Ones Are Taken (Regie: Martin Kahan) - Billy Idol – Dancing with Myself (Regie: Tobe Hooper) - Cyndi Lauper – Time After Time (Regie: Edd Griles) - Huey Lewis and the News – I Want a New Drug (Regie: David Rathod) - The Police – Every Breath You Take (Regie: Godley & Creme) - ZZ Top – Gimme All Your Lovin’ (Regie: Tim Newman) |
| 2.    | 1985 | Jean-Baptiste Mondino              | Don Henley – The Boys of Summer                           | - Bryan Adams – Run to You (Regie: Steven Barron) - Duran Duran – The Wild Boys (Regie: Russell Mulcahy) - Chris Isaak – Dancin (Regie: Mary Lambert) - Tom Petty & the Heartbreakers – Don’t Come Around Here No More (Regie: Jeff Stein) - Simple Minds – Don’t You (Forget About Me) (Regie: Daniel Kleinman) - Toto – Stranger in Town (Regie: Steven Barron)                                                                 |
| 3.    | 1986 | Steve Barron                       | a-ha – Take On Me                                         | - Pat Benatar – Sex as a Weapon (Regie: Daniel Kleinman) - Dire Straits – Money for Nothing (Regie: Steven Barron) - X – Burning House of Love (Regie: Daniel Kleinman) - ZZ Top – Rough Boy (Regie: Steven Barron) |
| 4.    | 1987 | Stephen R. Johnson                 | Peter Gabriel – Sledgehammer                              | - Crowded House – Don’t Dream It’s Over (Regie: Alex Proyas) - Genesis – Land of Confusion (Regie: Jim Yukich und John Lloyd) - U2 – With or Without You (Regie: Meiert Avis) - Steve Winwood – Higher Love (Regie: Peter Kagan und Paula Greif) |
| 5.    | 1988 | Andy Morahan und George Michael    | George Michael – Father Figure                            | - Eurythmics – You Have Placed a Chill in My Heart (Regie: Sophie Muller) - Pink Floyd – Learning to Fly (Regie: Storm Thorgerson) - R.E.M. – The One I Love (Regie: Robert Longo) - XTC – Dear God (Regie: Nicholas Brandt) |
| 6.    | 1989 | David Fincher                      | Madonna – Express Yourself                                | - DJ Jazzy Jeff & The Fresh Prince – Parents Just Don't Understand (Regie: Scott Kalvert) - Van Halen – Finish What Ya Started (Regie: Andy Morahan) - Jody Watley – Real Love (Regie: David Fincher) - Steve Winwood – Roll with It (Regie: David Fincher) |
| 7.    | 1990 | David Fincher                      | Madonna – Vogue                                           | - Paula Abdul – Opposites Attract (Regie: Michael Patterson und Candace Reckinger) - Aerosmith – Janie's Got a Gun (Regie: David Fincher) - Don Henley – The End of the Innocence (Regie: David Fincher) |
| 8.    | 1991 | Tarsem                             | R.E.M. – Losing My Religion                               | - Chris Isaak – Wicked Game (Concept) (Regie: Herb Ritts) - George Michael – Freedom! ’90 (Regie: David Fincher) - Queensrÿche – Silent Lucidity (Regie Matt Mahurin) |
| 9.    | 1992 | Mark Fenske                        | Van Halen – Right Now                                     | - En Vogue – My Lovin' (You're Never Gonna Get It) (Regie: Matthew Rolston) - Red Hot Chili Peppers – Give It Away (Regie: Stéphane Sednaoui) - Sir Mix-a-Lot – Baby Got Back (Regie: Adam Bernstein) |
| 10.   | 1993 | Mark Pellington                    | Pearl Jam – Jeremy                                        | - En Vogue – Free Your Mind (Regie: Mark Romanek) - Los Lobos – Kiko and the Lavender Moon (Regie: Ondrej Rudavsky) - R.E.M. – Man on the Moon (Regie: Peter Care) |
| 11.   | 1994 | Jake Scott                         | R.E.M. – Everybody Hurts                                  | - Aerosmith – Amazing (Regie: Marty Callner) - Beastie Boys – Sabotage (Regie: Spike Jonze) - Deep Forest – Sweet Lullaby (Regie: Tarsem) |
| 12.   | 1995 | Spike Jonze                        | Weezer – Buddy Holly                                      | - Green Day – Basket Case (Regie: Mark Kohr) - Michael Jackson and Janet Jackson – Scream (Regie: Mark Romanek) - TLC – Waterfalls (Regie: F. Gary Gray) |
| 13.   | 1996 | Jonathan Dayton und Valerie Faris  | The Smashing Pumpkins – Tonight, Tonight                  | - Björk – It’s Oh So Quiet (Regie: Spike Jonze) - Foo Fighters – Big Me (Regie: Jesse Peretz) - Alanis Morissette – Ironic (Regie: Stéphane Sednaoui) |
| 14.   | 1997 | Beck                               | Beck – The New Pollution                                  | - Missy Misdemeanor Elliott – The Rain (Supa Dupa Fly) (Regie: Hype Williams) - Jamiroquai – Virtual Insanity (Regie: Jonathan Glazer) - Nine Inch Nails – The Perfect Drug (Regie: Mark Romanek) - The Smashing Pumpkins – The End Is the Beginning Is the End (Regie: Joel Schumacher, Jonathan Dayton und Valerie Faris) |
| 15.   | 1998 | Jonas Åkerlund                     | Madonna – Ray of Light                                    | - Garbage – Push It (Regie: Andrea Giacobbe) - Wyclef Jean – Gone Till November (Regie: Francis Lawrence) - The Prodigy – Smack My Bitch Up (Regie: Jonas Åkerlund) - Radiohead – Karma Police (Regie: Jonathan Glazer) |
| 16.   | 1999 | Torrance Community Dance Group     | Fatboy Slim – Praise You                                  | - Busta Rhymes (feat. Janet Jackson) – What's It Gonna Be?! (Regie: Hype Williams & Busta Rhymes) - Eminem – My Name Is (Regie: Dr. Dre & Phillip Atwell) - Korn – Freak on a Leash (Regie: Todd McFarlane, Graham Morris, Jonathan Dayton & Valerie Faris) - TLC – No Scrubs (Regie: Hype Williams) |
| 17.   | 2000 | Jonathan Dayton und Valerie Faris  | Red Hot Chili Peppers – Californication                   | - D’Angelo – Untitled (How Does It Feel) (Regie: Paul Hunter and Dominique Trenier) - Eminem – The Real Slim Shady (Regies: Dr. Dre and Phillip Atwell) - Foo Fighters – Learn to Fly (Regie: Jesse Peretz) - Lauryn Hill – Everything Is Everything (Regie: Sanji) |
| 18.   | 2001 | Spike Jonze                        | Fatboy Slim – Weapon of Choice                            | - Eminem (featuring Dido) – Stan (Regies: Dr. Dre and Phillip Atwell) - Linkin Park – Crawling (Regies: Brothers Strause) - OutKast – Ms. Jackson (Regie: F. Gary Gray) - R.E.M. – Imitation of Life (Regie: Garth Jennings) |
| 19.   | 2002 | Joseph Kahn                        | Eminem – Without Me                                       | - Missy Misdemeanor Elliott (featuring Ludacris und Trina) – One Minute Man (Regie: Dave Meyers) - Elton John – This Train Don't Stop There Anymore (Regie: David LaChapelle) - P.O.D. – Alive (Regie: Francis Lawrence) - Red Hot Chili Peppers – By the Way (Regie: Jonathan Dayton und Valerie Faris) |
| 20.   | 2003 | Jamie Thraves                      | Coldplay – The Scientist                                  | - Johnny Cash – Hurt (Regie: Mark Romanek) - Missy Elliott – Work It (Regie: Dave Meyers und Missy Elliott) - Sum 41 – The Hell Song (Regie: Marc Klasfeld) - Justin Timberlake – Cry Me a River (Regie: Francis Lawrence) |
| 21.   | 2004 | Mark Romanek                       | Jay-Z – 99 Problems                                       | - No Doubt – It's My Life (Regie: David LaChapelle) - OutKast – Hey Ya! (Regie: Bryan Barber) - Steriogram – Walkie Talkie Man (Regier: Michel Gondry) - The White Stripes – The Hardest Button to Button (Regie: Michel Gondry) |
| 22.   | 2005 | Samuel Bayer                       | Green Day – Boulevard of Broken Dreams                    | - Missy Elliott (feat. Ciara & Fatman Scoop) – Lose Control (Regie: Dave Meyers und Missy Elliott) - Jennifer Lopez – Get Right (Regie: Francis Lawrence und Diane Martel) - U2 – Vertigo (Regie: Alex and Martin) - The White Stripes – Blue Orchid (Regie: Floria Sigismondi) |
| 23.   | 2006 | Robert Hales                       | Gnarls Barkley – Crazy                                    | - 10 Years – Wasteland (Regie: Kevin Kerslake) - AFI – Miss Murder (Regie: Marc Webb) - Common – Testify (Regie: Anthony Mandler) - Red Hot Chili Peppers – Dani California (Regie: Tony Kaye) |
| 24.   | 2007 | Samuel Bayer                       | Justin Timberlake – What Goes Around...Comes Around       | - Beyoncé featuring Shakira – Beautiful Liar (Regie: Jake Nava) - Christina Aguilera – Candyman (Regie: Matthew Rolston und Christina Aguilera) - Kanye West – Stronger (Regie: Hype Williams) - Linkin Park – What I’ve Done (Regie: Joseph Hahn) - Rihanna featuring Jay-Z – Umbrella (Regie: Chris Applebaum) |
| 25.   | 2008 | Erykah Badu und Mr. Roboto         | Erykah Badu – Honey                                       | - Linkin Park – Shadow of the Day (Regie: Joe Hahn) - Panic! at the Disco – Nine in the Afternoon (Regie: Shane Drake) - Pussycat Dolls – When I Grow Up (Regie: Joseph Kahn) - Rihanna – Take a Bow (Regie: Anthony Mandler) |
| 26.   | 2009 | Marc Webb                          | Green Day – 21 Guns                                       | - Beyoncé – Single Ladies (Put a Ring on It) (Regie: Jake Nava) - Cobra Starship (featuring Leighton Meester) – Good Girls Go Bad (Regie: Kai Regan) - Lady Gaga – Paparazzi (Regie: Jonas Åkerlund) - Britney Spears – Circus (Regie: Francis Lawrence) |
| 27.   | 2010 | Francis Lawrence                   | Lady Gaga – Bad Romance                                   | - 30 Seconds to Mars – Kings and Queens (Regie: Bartholomew Cubbins) - Eminem – Not Afraid (Regie: Rich Lee) - Jay-Z & Alicia Keys – Empire State of Mind (Regie: Hype Williams) - Pink – Funhouse (Regie: Dave Meyers) |
| 28.   | 2011 | Adam Yauch                         | Beastie Boys – Make Some Noise                            | - 30 Seconds to Mars – Hurricane (Regie: Bartholomew Cubbins) - Adele – Rolling in the Deep (Regie: Sam Brown) - Eminem (featuring Rihanna) – Love the Way You Lie (Regie: Joseph Kahn) - Katy Perry (featuring Kanye West) – E.T. (Regie: Floria Sigismondi) |
| 29.   | 2012 | Romain Gavras                      | M.I.A. – Bad Girls                                        | - Coldplay (featuring Rihanna) – Princess of China (Regie: Adria Petty) - Duck Sauce – Big Bad Wolf (Regie: Keith Schofield) - Jay-Z and Kanye West (featuring Otis Redding) – Otis (Regie: Spike Jonze) - Frank Ocean – Swim Good (Regie: Nabil Elderkin) |
| 30.   | 2013 | David Fincher                      | Justin Timberlake (featuring Jay-Z) – Suit & Tie          | - Drake – Started from the Bottom (Regie: Regie X und Drake) - fun. – Carry On (Regie: Anthony Mandler) - Macklemore & Ryan Lewis (featuring Ray Dalton) – Can’t Hold Us (Regie: Ryan Lewis, Jason Koenig und Jon Jon Augustavo) - Yeah Yeah Yeahs – Sacrilege (Regie: Megaforce) |
| 31.   | 2014 | DANIELS                            | DJ Snake und Lil Jon – Turn Down for What                 | - Beyoncé – Pretty Hurts (Regie: Melina Matsoukas) - Miley Cyrus – Wrecking Ball (Regie: Terry Richardson) - Eminem (featuring Rihanna) – The Monster (Regie: Rich Lee) - OK Go – The Writing’s on the Wall (Regie: Damian Kulash, Aaron Duffy & Bob Partington) |
| 32.   | 2015 | Colin Tilley und The Little Homies | Kendrick Lamar – Alright                                  | - Childish Gambino – Sober (Regie: Hiro Murai) - Hozier – Take Me to Church (Regie: Brendan Canty und Conal Thomson) - Mark Ronson (featuring Bruno Mars) – Uptown Funk (Regie: Bruno Mars und Cameron Duddy) - Taylor Swift (featuring Kendrick Lamar) – Bad Blood (Regie: Joseph Kahn) |
| 33.   | 2016 | Melina Matsoukas                   | Beyoncé – Formation                                       | - Adele – Hello (Regie: Xavier Dolan) - David Bowie – Lazarus (Regie: Johan Renck) - Coldplay – Up&Up (Regie: Vania Heymann und Gal Muggia) - Tame Impala – The Less I Know the Better (Regie: Canada) |
| 34.   | 2017 | Dave Meyers und The Little Homies  | Kendrick Lamar – Humble                                   | - Alessia Cara – Scars to Your Beautiful (Regie: Aaron A) - Bruno Mars – 24k Magic (Regie: Cameron Duddy, Bruno Mars) - Katy Perry (featuring Skip Marley) – Chained to the Rhythm (Regie: Matthew Cullen) - The Weeknd – Reminder (Regie: Glenn Michael) |
| 35.   | 2018 | Hiro Murai                         | Childish Gambino – This Is America                        | - The Carters – Apeshit (Regie: Ricky Saix) - Drake – God’s Plan (Regie: Karena Evans) - Shawn Mendes – In My Blood (Regie: Jay Martin) - Ed Sheeran – Perfect (Regie: Jason Koenig) - Justin Timberlake (featuring Chris Stapleton) – Say Something (Regie: Arturo Perez Jr.) |
| 36.   | 2019 | Calmatic                           | Lil Nas X (feat. Billy Ray Cyrus) — Old Town Road (Remix) | - Billie Eilish — Bad Guy (Regie: Dave Meyers) - FKA Twigs – Cellophane (Regie: Andrew Thomas Huang) - Ariana Grande — Thank U, Next (Regie: Hannah Lux Davis) - LSD – No New Friends (Regie: Dano Cerny) - Taylor Swift — You Need to Calm Down (Regie: Taylor Swift und Drew Kirsch) |
| 37.   | 2020 | Taylor Swift                       | Taylor Swift – The Man (Regie: Taylor Swift)              | - Doja Cat – Say So (Regie: Hannah Lux Davis) - Billie Eilish – xanny (Regie: Billie Eilish) - Dua Lipa – Don’t Start Now (Regie: Nabil) - Harry Styles – Adore You (Regie: Dave Meyers) - The Weeknd – Blinding Lights (Regie: Anton Tammi) |
| 38.   | 2021 | Lil Nas X und Tanu Muino           | Lil Nas X – Montero (Call Me by Your Name)                | - Billie Eilish – Your Power (Regie: Billie Eilish) - DJ Khaled (featuring Drake) – Popstar (starring Justin Bieber) (Director: Julien Christian Lutz pka Director X) - Taylor Swift – Willow (Regie: Taylor Swift) - Travis Scott (featuring Young Thug and M.I.A.) – Franchise (Regie: Travis Scott) - Tyler, the Creator – Lumberjack (Regie: Wolf Haley)                                                                      |
| 39.   | 2022 | Taylor Swift                       | All Too Well (10 Minute Version) (Taylor's Version)       | - Baby Keem and Kendrick Lamar – Family Ties (Regie: Dave Free) - Billie Eilish – Happier Than Ever (Regie: Billie Eilish) - Ed Sheeran – Shivers (Regie: Dave Meyers) - Harry Styles – As It Was (Regie: Tanu Muino) - Lil Nas X and Jack Harlow – Industry Baby (Regie: Christian Breslauer) |
| 40.   | 2023 | Taylor Swift                       | Anti-Hero                                                 | - Doja Cat – Attention (Regie: Tanu Muiño) - Drake – Falling Back (Regie: Director X) - Kendrick Lamar – Count Me Out (Regie: Dave Free and Kendrick Lamar) - Megan Thee Stallion – Her (Regie: Colin Tilley) - Sam Smith and Kim Petras – Unholy (Regie: Floria Sigismondi) - SZA – Kill Bill (Regie: Christian Breslauer) |